# Adam Marszałkowski
Adam Maciej Marszałkowski (ur. 2 grudnia 1969 w Łodzi) – polski perkusista, z wykształcenia polonista i geodeta. Nagrał dwie płyty z zespołem Ich Troje. Założyciel zespołu Normalsi. Od 2008 do 2019 roku grał w zespole Coma.

## Instrumentarium
| Talerze firmy Meinl. - 14" Byzance Traditional Heavy Hihat - 10" Byzance Traditional Mini Hihats - 13" Byzance Dark Hihats - 2x 8" Classics Bells Effect Cymbals - 10" Mb8 Splashes - 18" Mb8 Chinas - 15" Byzance Traditional Medium Thin Crashes - 17" Byzance Traditional Medium Thin Crashes - 18" Byzance Traditional Medium Thin Crashes - 20" Mb8 Medium Rides - 14" Generation X Filter Chinas - 20" Soundcaster Custom Chinas Osprzęt. - Monolit Czarcie Kopyto | Perkusja Tama StarClassic Bubinga. - 22"x 16" bass drum - 12"x 10" tom-tom - 13"x 11" tom-tom - 14”x 14” floor tom - 16"x 14" floor tom - 10"x 5" Firecracker snare drum (topola) w/o snare - 13"x 5" Omar Hakim Signature snare drum (mahoń) - 14"x 6,5" MRX Masters Custom Extra snare drum (klon) Naciągi firmy Remo. - Tomy: Ambassador Clear (góra), Diplomat Clear (dół) - Bass drum: PowerStroke 3 Clear (tył), Powerstroke 3 Black (front) - Werbel: Ambassador Coated (góra), Ambassador Snare (dół) Pałki. - Meinl 5B |